# Палеотти, Габриэле
Габриэле Палеотти (4 октября 1522 — 22 июля 1597) — итальянский кардинал и архиепископ Болоньи . Он был важной фигурой на поздних сессиях Тридентского Собора, а также предоставил большое количество информации о них. Позже, в 1590 году, являлся кандидатом на папский престол. Сейчас наиболее известен благодаря его работе «De sacris et profanis imaginibus» , что дословно переводится как «Об изображениях святых и людей мирских» (1582, не переведена на русский язык), в которой излагаются взгляды церкви времени контрреформации касательно надлежащей роли и содержания искусства.

## Жизнь
Палеотти родился в Болонье . Получив в 1546 году звание профессора гражданского и канонического права (utriusque iuris), он был назначен на должность преподавателя гражданского права . В 1549 году он стал каноником собора, а позже — священником . 1555 году оставил преподавание и, хотя Палеотти отказался от должности епископа, в 1556 году он стал «аудитором» или судьей Трибунала Священной Римской Роты, затем, переехав в Рим, был выбран верховным судьей католического церковного суда.
Папа Пий IV отправил его на Тридентский собор, где он сыграл важную роль в качестве посредника между реформаторами и консерваторами. Его «Дневник», или журнал, описывающий работу собора, является одним из самых важных документов в изучении истории последнего. Полный текст опубликован в третьем томе "Тридентского собора" (Concilium Tridentinum) .
После Собора Палеотти стал одним из членов комиссии кардиналов и прелатов, составлявших основу Конгрегации Собора. 12 марта 1565 года он сам был назначен кардиналом, а 13 января 1567 года стал епископом Болоньи. В 1582 году, после того, как его служба была преобразована в архиепископство, он стал первым архиепископом епархии. Его ранние биографы хвалят введение Тридентских реформ в его епархии, сравнивая его деятельность в Болонье с деятельностью Карла Борромео в Милане, но биография, написанная Проди, подчеркивает также разочарование, вызванное борьбой Габриэле с неадекватными работниками и безразличным духовенством, а также столкновение с трудностями, вызванными Папскими служителями Болоньи, которая была частью Папской области .
В 1589 году Палеотти был вынужден поселиться в Риме после его назначения кардиналом-епископом Альбано, а в 1590 году кардиналом- епископом Сабины, оба места являлись субурбикарными епархиями, находящимися недалеко от Рима, традиционно принадлежащими старшим кардиналам. Там он также отличился своим рвением к реформам, хотя становилось ясно, что его умеренная позиция не поддерживалась церковью. Его поддержка, касающаяся увеличения прав епископов и кардиналов, предлагаемая как оппозиция растущему абсолютизму Пап и Курии привела к его конфликту с Папой Сикстом V. На следующем конклаве в 1590 году, на котором был избран Папа Григорий XIV, Палеотти получил голоса влиятельного меньшинства. Он умер в Риме в 1597 году, разочарованным своими надеждами на церковь и церковное искусство. Палеотти похоронен в Болонском соборе.

## Сочинения об искусстве
Палеотти, вместе с Моланом и кардиналом Карло Борромео, был одним из самых влиятельных писателей, которые сопроводили краткий указ Совета о религиозных изображениях подробными инструкциями касающимися их иконографии . Он не проявлял особого интереса к искусству до 1570-х годов, когда он начал работу над своей работой «Discorso intorno alle Impreza sacre et profane», консультируясь с учеными и художниками, такими как Просперо Фонтана, Доменико Тибальди и Пирро Лигорио. «Discorso» задумывался как работа, состоящая из пяти книг, но она так и не был завершена. Два тома и оглавление остальных были опубликованы на итальянском языке в 1582 г. в виде предварительного, толком не отредактированного текста. Работа началась с рассмотрения функций религиозного и светского искусства, опираясь на классические, библейские и патристические писания и в целом уделяя важное место роли искусства и положению художника, который руководствовался нормами церкви. Во второй книге обсуждались конкретные вопросы иконографии в религиозном искусстве. Следуя Совету, он объявил грехом любое легкомыслие, некорректность и использование традиционных изображений, не основанных на принятых церковью нормах. В отличие от некоторых писателей-священнослужителей, он писал и о светском искусстве, требуя католических стандартов морали и приличия и от него, хотя и признавал, что художники могут испытывать финансовое давление, побуждающее создавать «аморальные» произведения. Он отвергал крайности маньеризма и поддерживал натуралистические стили, которые были исторически точными и легкими для понимания даже для простых зрителей, и поэтому представляли собой "молчаливую проповедь ". Книги с III—V должны были охватить, соответственно, светское искусство, святых и изображение Троицы в искусстве, а также украшение зданий, и заключение, содержащее «наставления для духовенства, покровителей и художников». Однако стремление к унификации не соответствовало потребностям эпохи, с её тяготением к экспериментам, многообразию художественных направлений, задач и эстетических предпочтений, всё более светской направленностью и желанием свободы самовыражения. В этих условиях деятельность Г. Палеотти, скорее, подводит некоторый итог чаяниям XVI столетия, чем даёт новый импульс развитию искусства в XVII в.
Ранние религиозные картины Людовико Карраччи времен его пребывания в Болонье, возможно, были ближе всего к предписанию Палеотти, но барокко повернуло католическое искусство в другом направлении. Попытка одного ученого продемонстрировать прямое влияние работ Палеотти на движение к натурализму на примереАннибале Карраччи не убедила большинство историков искусства, поскольку не было никаких фактических доказательств, подтверждающих эту связь. Текст так и не был завершен, оставшись на уровне изданных 1594 году в Ингольштадте неотредактированных двух книг на латинском языке. Сохранились исправления, сделанные в Риме в 1590-х годах, а также отрывочные наброски последних трех книг. Несмотря на то, что работа была неполной, она была популярна в католическом мире. Первый английский перевод был опубликован в 2012 году. В 1590-х тон письма Палеотти изменился из-за его разочарованности отсутствием ожидаемых изменений, став более резким, и он предложил эквивалент Индексу запрещенных книг, касающийся изобразительного искусства . Вероятно, он был тем, кто заказал картину Сурбарана 1636—1639 гг. «Святой Лаврентий» .
Самая значительная книга о Палеотти была написана Паоло Проди в 2 томах в период с 1522—1597, она носит название «Кардинал Габриэле Палеотти» .

## Работы
- De nothis spuriisque filiis liber (1573 г.)
- Discorso intorno alle imagini sacre et profane (лат. De imaginibus sacris et profanis), в двух книгах из запланированных пяти, 1582 г. на итальянском и 1594 г. на латыни, а также в 2012 г. на английском языке как Discourse on Sacred and Profane Images (Getty, 2012)
- Episcopale Bononiensis civitatis, et diocesis (1580 г.)
- Archiepiscopale Bononiense sive de Bononiensis ecclesiae Administratione (1594)
- Консультационный автобус De Sacri Consistorii (1594)
- De bono senectutis (1595)

## Заметки
1. 1 2 3 4  Deutsche Nationalbibliothek Record #119411202 // Gemeinsame Normdatei (нем.) — 2012—2016.
2. 1 2  Bibliothèque nationale de France Autorités BnF (фр.): платформа открытых данных — 2011.
3. ↑   Herbermann, Charles, ed. (1913). Gabriele Paleotti . Catholic Encyclopedia. Robert Appleton Company.
4. 1 2 3 4 5 6  Olmi
5. ↑  Diariorum, Actorum, Epistularum, tractatuum nova collectio, edidit Societas Goerresiana (Freiburg; Vol. 1, ed. S. Merkle, p. XXXVI, Freiburg, 1901.
6. ↑  A résumé was published by Mendham (London, 1842) and Augustin Theiner (Acta Concilii Tridentini, Agram, 1874, II, 523—580).
7. ↑  Prodi, via Gilbert, Dennis p. 85, and other reviews
8. ↑  Gilbert, 1660
9. ↑  Book 1
10. ↑  Discorsi, Book 1, chapters 21-24 compare the Christian painter to an orator, and explain his usefulness to religion.
11. ↑  Прикладова М. А. Деятельность Габриэле Палеотти (1522—1597), архиепископа Болоньи, в контексте научной и художественной жизни города в Раннее Новое время // Актуальные проблемы теории и истории искусства: сб. науч. статей. Вып. 12 / Под ред. А. В. Захаровой, С. В. Мальцевой, Е. Ю. Станюкович-Денисовой. — СПб.: Изд-во СПбГУ, 2022. С. 214—223. http://dx.doi.org/10.18688/aa2212-03-14
12. ↑  Jones, 36

## Сопутствующая литература
- Bianchi, Illaria, La politica delle immagini nell' età della Controriforma: Gabriele Paleotti teorico e committente, 2008, Bologna, Editrice Compositori, ISBN 9788877946256
- Paleotti, Gabriele, Discourse on Sacred and Profane Images, translated by	William McCuaig, Introduction by Paolo Prodi, 2012, Getty Publications, ISBN 160606116X, 9781606061169, google books
- Prodi, Paolo, Il cardinale Gabriele Paleotti (1522—1597), 2 vols, 1959 and 1967, Rome